# O nieistnieniu Boga
O nieistnieniu Boga (łac. De non existentia Dei) jest traktatem filozoficznym napisanym przez Kazimierza Łyszczyńskiego, z powodu którego autor po torturach został zabity 30 marca 1689 roku w Warszawie; jedyny egzemplarz został spalony na Rynku Starego Miasta w Warszawie; nieliczne fragmenty cytowane podczas procesu zachowały się i są przechowywane w Bibliotece Kórnickiej; liczył 265 kart i kończył się stwierdzeniem: „Ergo non est Deus” (pol. A zatem Boga nie ma). Inny z zachowanych fragmentów zniszczonego traktatu brzmiał: „Człowiek jest twórcą Boga, a Bóg jest tworem i dziełem człowieka”.

Zachowane fragmenty traktatu:

I – Zaklinamy was, o teologowie, na waszego Boga, czy w ten sposób nie gasicie Światła Rozumu, czy nie usuwacie słońca ze świata, czy nie ściągacie z nieba Boga waszego, gdy przypisujecie Bogu rzeczy niemożliwe, atrybuty i określenia przeczące sobie.
II – Człowiek jest twórcą Boga, a Bóg jest tworem i dziełem człowieka. Tak więc to ludzie są twórcami i stwórcami Boga, a Bóg nie jest bytem rzeczywistym, lecz bytem istniejącym tylko w umyśle, a przy tym bytem chimerycznym, bo Bóg i chimera są tym samym.
III – Religia została ustanowiona przez ludzi bez religii, aby ich czczono, chociaż Boga nie ma. Pobożność została wprowadzona przez bezbożnych. Lęk przed Bogiem jest rozpowszechniany przez nielękających się, w tym celu, żeby się ich lękano. Wiara zwana boską jest wymysłem ludzkim. Doktryna bądź to logiczna, bądź filozoficzna, która się pyszni tym, że uczy prawdy o Bogu, jest fałszywa, a przeciwnie, ta, którą potępiono jako fałszywą, jest najprawdziwsza.
IV – Prosty lud oszukiwany jest przez mądrzejszych wymysłem wiary w Boga na swoje uciemiężenie; tego samego uciemiężenia broni jednak lud, w taki sposób, że gdyby mędrcy chcieli prawdą wyzwolić lud z tego uciemiężenia, zostaliby zdławieni przez sam lud.
V – Jednakże nie doświadczamy ani w nas, ani w nikim innym takiego nakazu rozumu, który by nas upewniał o prawdzie objawienia bożego: Jeżeli bowiem znajdowałby się w nas, to wszyscy musieliby je uznać i nie mieliby wątpliwości i nie sprzeciwialiby się Pismu Mojżesza ani Ewangelii – co jest fałszem i nie byłoby różnych sekt, ani ich zwolenników w rodzaju Mahometa itd. Lecz [nakaz taki] nie jest znany i nie tylko pojawiają się wątpliwości, ale nawet są tacy, co zaprzeczają objawieniu, i to nie głupcy, ale ludzie mądrzy, którzy prawidłowym rozumowaniem dowodzą czegoś wręcz przeciwnego, tego właśnie, czego i ja dowodzę. A więc Bóg nie istnieje.